# Palladium (biograf, Stockholm)

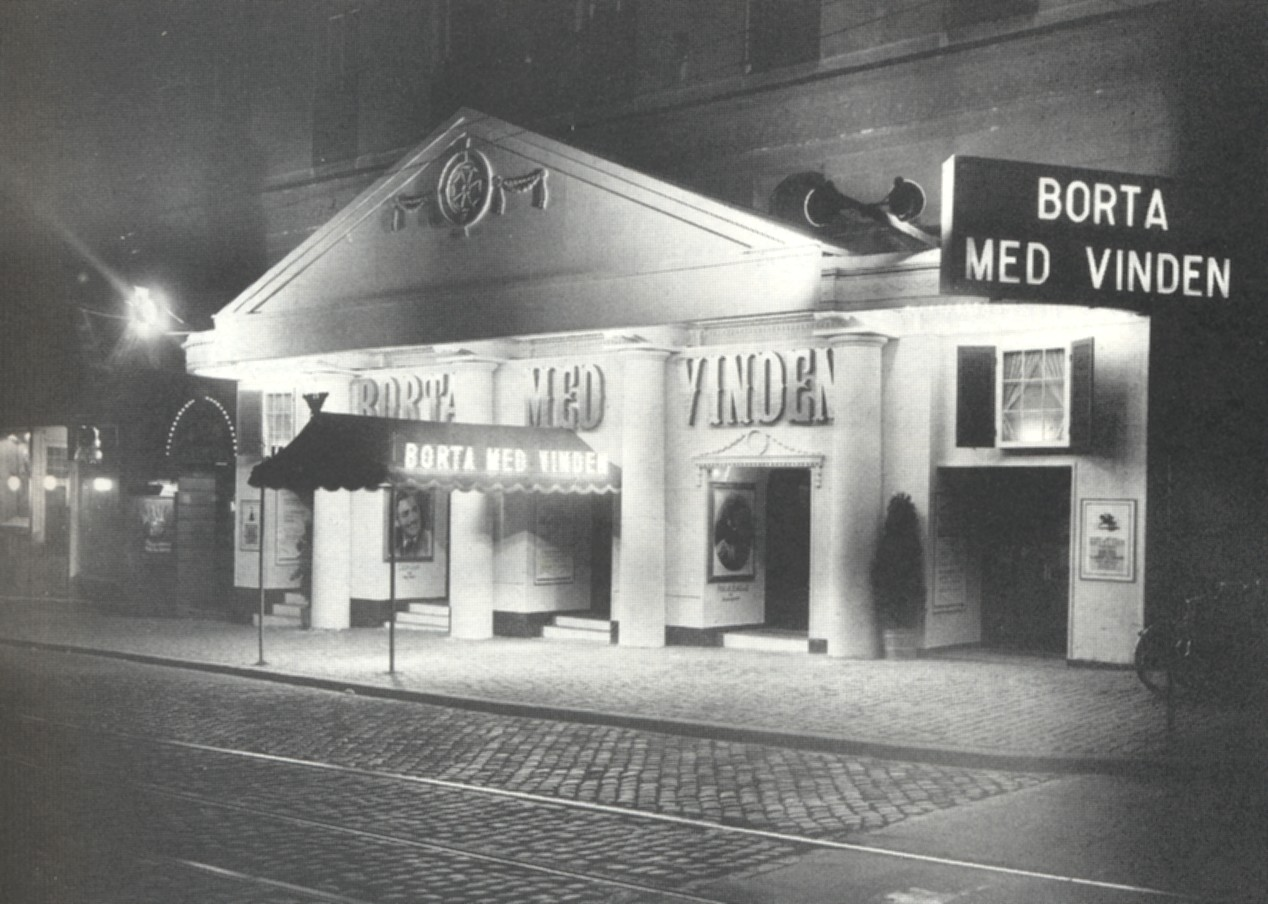
Palladium visar sin långkörare Borta med vinden 1941-1942.

Palladium var en biograf vid Kungsgatan 65 i Stockholm, där numera Casino Cosmopol, Stockholm finns. Biografen öppnade 1918 och stängde 1987.

## Beskrivning

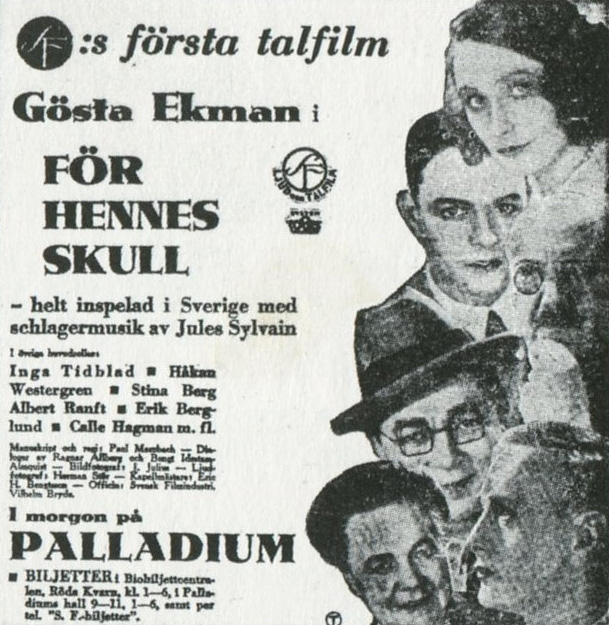
Annons den 10 augusti 1930.

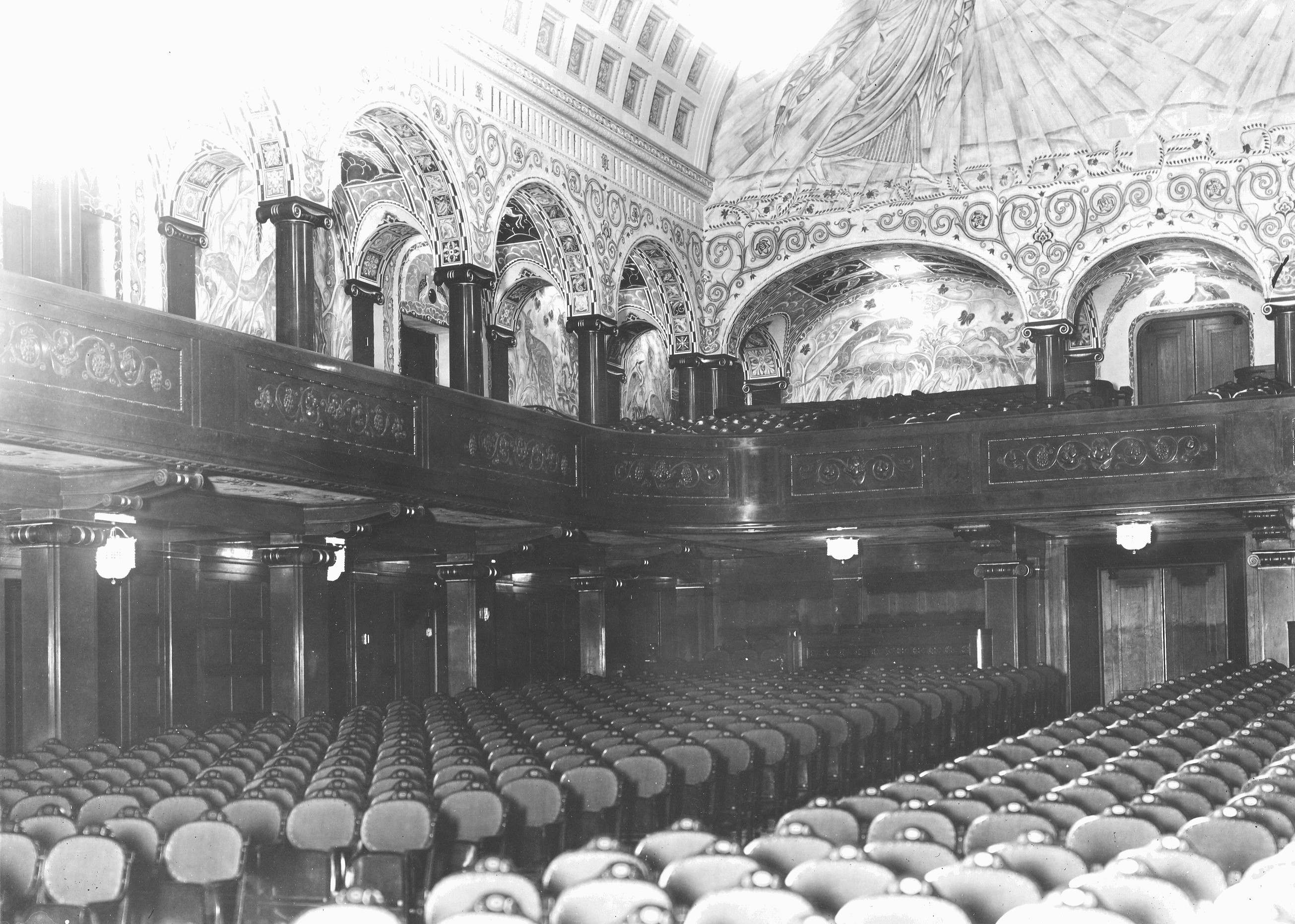
Salongen på 1920-talet.

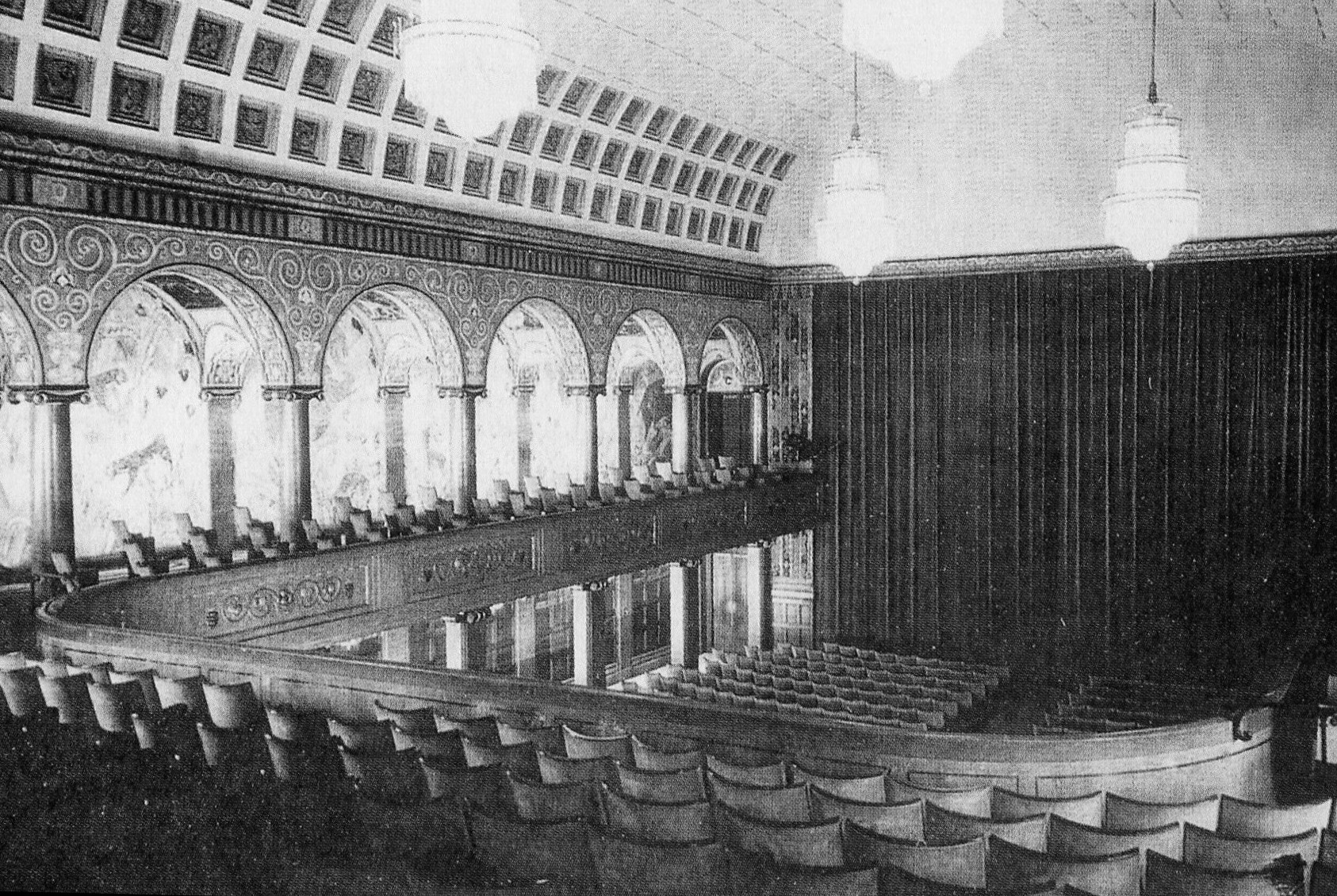
Salongen på 1950-talet.

Palladium var den största biografen i Stockholm när den öppnade. Från början hade salongen 1 240 platser, varav 414 fanns på balkongen. Efter en ombyggnad ökades platsantalet till 1 268. Biograflokalen sträckte sig genom hela fastigheten, fasaden mot Kungsgatan hade dekorerats med granitpelare och baldakiner. Ansvarig för utformningen av detta väldiga byggnadsverk var arkitekterna Georg Hagström och Frithiof Ekman. Interiören var hållen i jugendstil med en konstnärlig bearbetning av Olle Hjortzberg och Filip Månsson.
När Palladium öppnade den 26 december 1918 var det Skandinavisk Filmcentrals premiärbiograf. Premiären innehöll filmen Samum. På hösten 1922 övertog Svensk Filmindustri (SF) anläggningen. På våren utrustades Palladium som första stockholmsbiograf med en anläggning för ljudfilm. Här visades även den första svenskproducerade "talfilmen" (ljudfilmen) som hade premiär den 10 augusti 1930. Filmen hette För hennes skull med Gösta Ekman d.ä. och Inga Tidblad i huvudrollerna, för musiken stod Jules Sylvain.
Biografen förblev under många år SF:s premiärteater och många av Greta Garbos succéfilmer visades här. Palladiums långkörare blev Borta med vinden som gick 47 veckor i sträck mellan 1941 och 1942. För det byggdes en tillfällig tempelliknande entré framför fasaden. Vid premiären stod över 5 000 åskådare på gatan för att se celebriteterna och kungafamiljen.
I samband med en renovering 1960 gick en stor del av den ursprungliga inredningen till spillo. Palladium anpassades då med en bredare filmduk till 70 mm-bredfilm. Filmutbudet blev nu västernfilmer och på 1970-talet betecknades biografen som "Raggarbio" med nästan bara filmer med låg kvalitet på repertoaren. År 1984 försökte SF att göra en uppryckning men det misslyckades.
Palladium stängde 25 januari 1987 med filmerna Robin Hood kl 15, Äppelkriget kl 17, Falsk som vatten kl 19 och Never Say Never Again kl 21. Alla filmerna på stängningsdags hade biljettpriset 10 kr.

## Stängning, konsertlokal och nattklubb
Efter stängningen 1987 bedrevs nattklubbs- och konsertverksamhet i lokalen innan den 2001 övertogs av Svenska Spel och byggdes om till Casino Cosmopol som öppnades 2003.
Palladium hade troligen Stockholms äldsta neonskylt. Den sattes upp 1926 och togs ner 1996. Händelsen gav upphov till bildandet av Stadsljusgruppen och diplomet Lysande skylt.